# Hushpuppies
Hushpuppies è un gruppo alternative rock francese influenzato dalla musica anni '60. I membri del gruppo ora abitano tutti a Parigi ma sono originari di Perpignan, fatta eccezione del bassista, originario di Bordeaux.

## Storia del gruppo
La band debutta dopo l'incontro tra i componenti al liceo di Perpignan. Franck, Cyrille, Wilfried e Olivier, tutti grandi fan di gruppi rock come  Kinks e The Small Faces,  decidono di creare un gruppo da garage, I Likyds. Dopo sette anni di lavoro, il gruppo deve separarsi perché Olivier, il cantante, e Cyrille, il chitarrista, si trasferiscono per necessità lavorative a Parigi. Più tardi, Franck et Wilfried li raggiungono, intenzionati a continuare i loro studi nella capitale francese. Nel 2002 decidono di rifondare il gruppo integrando un bassista, Guillaume, un amico di lunga data. Il nome del nuovo gruppo è Hushpuppies.
La loro prima demo esce nell'aprile del 2003 e contiene 5 brani, seguita successivamente in settembre dal loro nuovo album live, intitolato "Live @ House of Live", composto di 12 titoli caratterizzanti la loro idea di prestazione on stage.
Nel 2004 pubblicano due EP, tra cui "The Garden", presso la Diamondtraxx, che li rivela al grande pubblico. L'anno seguente, il gruppo "sforna" il loro primo album, "The Trap", sempre presso la Diamondtraxx. Il 13 settembre 2006, si esibiscono in un insolito concerto su di un piano di un bus londinese, a Parigi, in Place de l'Opera. Questo evento fu organizzato dalla radio Le Mouv'.
Attualmente il gruppo è in studio per registrare il loro secondo album. La pubblicazione è prevista per il 22 ottobre 2007 e il nuovo singolo sarà ascoltabile in onda.

## Formazione
- Olivier Jourdan, voce
- Cyrille Sudraud, chitarra
- Guillaume Le Guen, basso
- Franck Pompidor, batteria
- Wilfried Jourdan, tastiera

## Discografia

### Album
- 2005 The Trap
- 2007 Silence Is Golden

### EP
- 2004 HushPuppies
- 2004 The Garden
- 2006 Single
- 2008 Bad Taste And Gold On The Doors